# المپیاد ادبی ایران
المپیاد ادبی یک مسابقهٔ چندمرحله‌ای سالانه در ایران است که با مشارکت دانش‌آموزان دبیرستانی ۱۶ تا ۱۷ ساله ایران در رشتهٔ ادبیات فارسی برگزار می‌شود. این المپیاد در سال ۱۹۸۷ بنیاد گذاشته شد.
المپیاد ادبی به صورت منطقه‌ای با حضور دانش‌آموزان فارسی‌زبان کشورهایی مانند افغانستان، تاجیکستان، پاکستان و ارمنستان برگزار می‌شود.
دارندگان مدال طلای کشوری می‌توانند بدون شرکت در آزمون سراسری، پس از اخذ دیپلم و گذراندن دوره پیش دانشگاهی با توجه به گروه آزمایشی ذیربط در رشته و دانشگاه مورد نظرشان ادامه تحصیل دهند. برگزیدگان المپیاد ادبی فقط می‌توانند در رشته زبان و ادبیات فارسی دانشگاه مورد نظرشان پذیرفته شوند.

## برگزیدگان سرشناس
- محمدرضا جلایی‌پور
- فاطمه شمس